# فالديمار هانستين
فالديمار هانستين (بالنرويجية البوكمول: Waldemar Hansteen)‏ هو مهندس معماري نرويجي، ولد في 25 مايو 1857 في أوسلو في النرويج، وتوفي في 4 مايو 1921.

## معرض صور

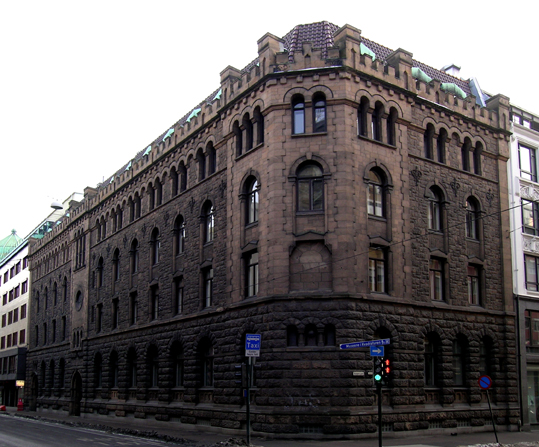
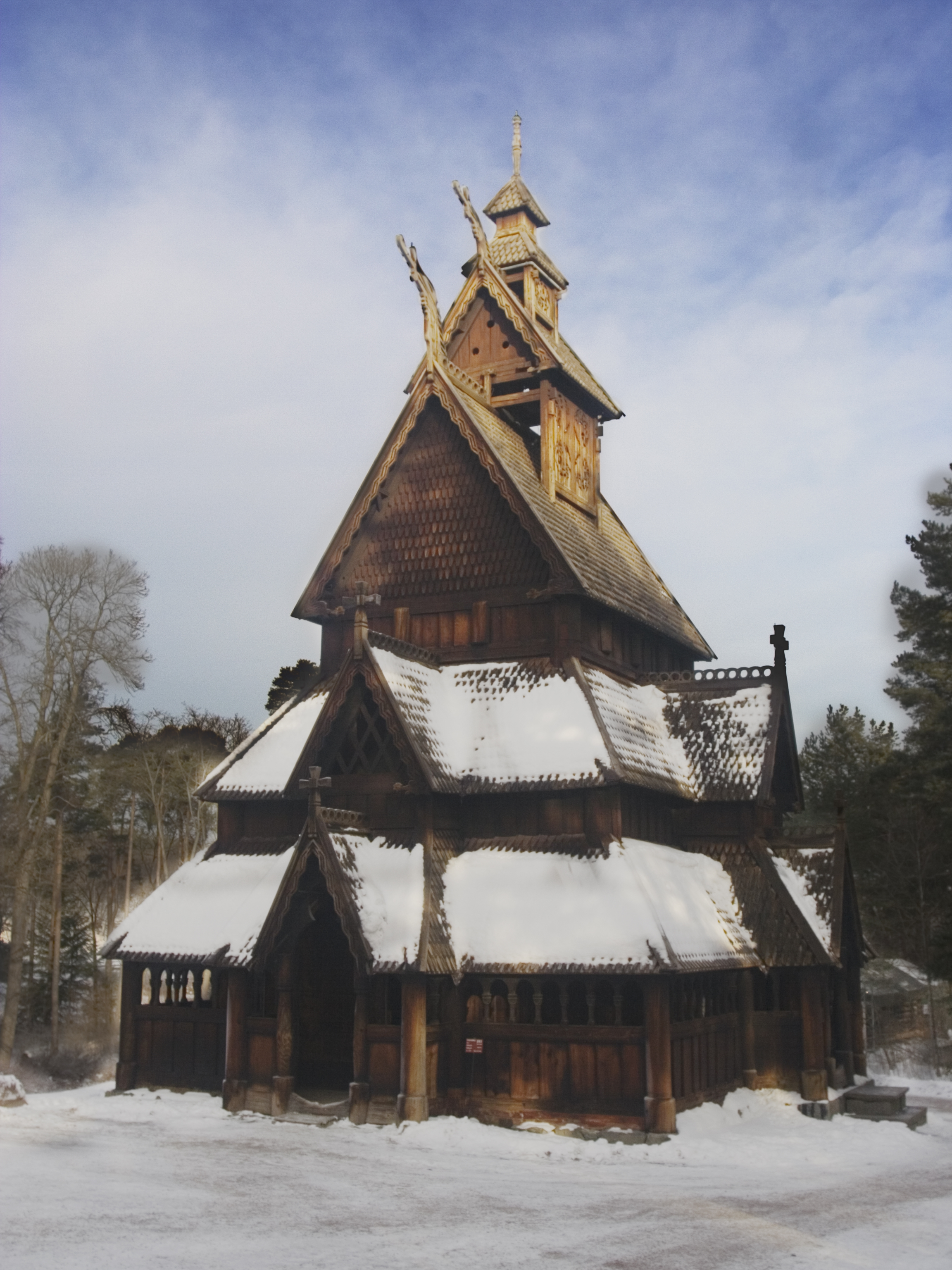
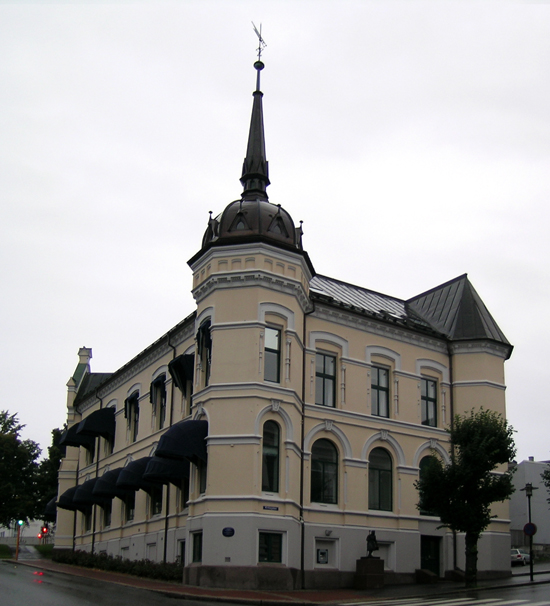